# Ignacy Sarnecki (1923–2017)
Ignacy Sarnecki (ur. 11 stycznia 1923, zm. 24 kwietnia 2017) – polski działacz podziemia niepodległościowego w czasie II wojny światowej, powojenny działacz kombatancki i ludowy. 

## Życiorys
Pochodził z Pakości. W latach 1926–1938 przebywał z rodzicami na emigracji we Francji. W trakcie okupacji niemieckiej został przesiedlony do Generalnej Guberni. W latach 1943–1945 działał w podziemiu niepodległościowym na terenie Nowego Sącza (posługiwał się pseudonimem „Ostry”). Po II wojnie światowej powrócił do Pakości. W latach 1946–1954 był referentem w Gromadzkiej Radzie Narodowej. W styczniu 1950 został aresztowany i na 19 miesięcy osadzony kolejno w Areszcie Śledczym przy ul. Rakowieckiej w Warszawie, a następnie na Zamku w Lublinie. W latach 1954–1955 piastował funkcję kierownika zaopatrzenia w Gminnej Spółdzielni w Pakości. Następnie ponownie pracował w Gromadzkiej Radzie Narodowej jako głównym księgowy, zaś po połączeniu miasta z gminą był od 1972 starszym referentem w Urzędzie Miasta i Gminy Pakość i ostatecznie od 1979 do przejścia na emeryturę sekretarzem w Urzędzie Miasta i Gminy Pakość. W okresie PRL działał w Zjednoczonym Stronnictwie Ludowym oraz Związku Bojowników i Wolność i Demokrację  piastując funkcję prezesa Miejsko-Gminnego Oddziału w Pakości. Po transformacji systemowej w Polsce był działaczem Polskiego Stronnictwa Ludowego oraz Związku Kombatantów RP i Byłych Więźniów Politycznych. Zmarł 24 kwietnia 2017 i został pochowany na cmentarzu parafialnym w Pakości.

## Wybrane odznaczenia
- Krzyż Oficerski Orderu Odrodzenia Polski[1],
- Krzyż Kawalerski Orderu Odrodzenia Polski[1],
- Krzyż Armii Krajowej[1],
- Medalem „Za zasługi dla Związku Kombatantów RP i Byłych Więźniów Politycznych” (2014)[4]